# Boxa als Jocs Olímpics d'estiu de 1948
En els Jocs Olímpics d'Estiu de 1948 celebrats a la ciutat de Londres (Regne Unit) es disputaren 8 proves de boxa, totes elles en categoria masculina. La competició se celebrà entre els dies 7 i 13 d'agost de 1948 a l'Earls Court Exhibition Centre i l'Empire Pool.

## Resum de medalles
| Prova   | Or               | Argent              | Bronze                   |
| - 51 kg | Pascual Pérez    | Spartaco Bandinelli | Han Soo-Ann              |
| - 54 kg | Tibor Csík       | Gianbattista Zuddas | Juan Evangelista Venegas |
| - 58 kg | Ernesto Formenti | Dennis Shepherd     | Aleksy Antkiewicz        |
| - 62 kg | Gerald Dreyer    | Joseph Vissers      | Svend Wad                |
| - 67 kg | Július Torma     | Horace Herring      | Alessandro D'Ottavio     |
| - 73 kg | László Papp      | John Wright         | Ivano Fontana            |
| - 80 kg | George Hunter    | Donald Scott        | Mauro Cia                |
| + 80 kg | Rafael Iglesias  | Gunnar Nilsson      | John Arthur              |

## Medaller
| Posició | País           | Or | Argent | Bronze | Total |
| 1       | Sud-àfrica     | 2  | 1      | 1      | 4     |
| 2       | Argentina      | 2  | 0      | 1      | 3     |
| 3       | Hongria        | 2  | 0      | 0      | 2     |
| 4       | Itàlia         | 1  | 2      | 2      | 5     |
| 5       | Txecoslovàquia | 1  | 0      | 0      | 1     |
| 6       | Regne Unit     | 0  | 2      | 0      | 2     |
| 7       | Bèlgica        | 0  | 1      | 0      | 1     |
| 7       | Estats Units   | 0  | 1      | 0      | 1     |
| 7       | Suècia         | 0  | 1      | 0      | 1     |
| 10      | Dinamarca      | 0  | 0      | 1      | 1     |
| 10      | Corea          | 0  | 0      | 1      | 1     |
| 10      | Polònia        | 0  | 0      | 1      | 1     |
| 10      | Puerto Rico    | 0  | 0      | 1      | 1     |